# فيل من المستقبل
فيل من المستقبل (بالإنجليزية: Phil of the Future)‏ هو مسلسل سيت كوم خيال علمي أمريكي من بطولة رافيف أولمان، ايمي بروكنر، أليسون ميشالكا، كريغ أنتون وليز سيمس. صدر الموسم الأول على قناة ديزني في 18 يونيو 2004.

## روابط خارجية
فيل من المستقبل على موقع IMDb (الإنجليزية)
- فيل من المستقبل على موقع ميتاكريتيك (الإنجليزية)
- فيل من المستقبل على موقع كينوبويسك (الروسية)
- فيل من المستقبل على موقع ألو سيني (الفرنسية)
- فيل من المستقبل على موقع قاعدة بيانات الفيلم (الإنجليزية)